# Néder István
Néder István (Kismaros, 1951. augusztus 18. –) magyar labdarúgó, hátvéd.

## Pályafutása
A Váci Híradás csapatában kezdett el futballozni, 1967 és 1973 között a klub labdarúgója volt. A Tatabányában 1973 és 1980 között 129 bajnoki mérkőzést játszott és egy gólt szerzett, tagja volt az 1974-ben Közép-európai kupa győztes csapatnak, a Tatabánya mindkét döntőbeli mérkőzését végigjátszotta. Az 1980–1981-es idényben a Diósgyőri VTK játékosa volt. Később futballozott még a Szolnoki MÁV csapatában is, a Rákóczifalva csapatától vonult vissza.

## Sikerei, díjai
- Közép-európai kupa
  - győztes: 1973–1974